# Stefan Roth (Ökonom)
Stefan Roth (geb. vor 1990) ist ein deutscher Ökonom und Professor für Marketing. 

## Leben
Roth studierte von 1990 bis 1994 Betriebswirtschaftslehre an der Johann Wolfgang Goethe-Universität in Frankfurt am Main. Anschließend arbeitete er an seiner Dissertation zum Thema Positionierung und Interaktion, die er im Jahr 1999 mit der Promotion abschloss. Während der Promotionszeit verbrachte er von 1998 bis 1999 einen Aufenthalt als Gastprofessor an der London School of Economics and Political Science.
Nach der Promotion wechselte er an die Universität Bayreuth, an der er sich 2005 mit der Habilitationsschrift Preismanagement für Leistungsbündel habilitierte. Von 2001 bis 2002 verbrachte er einen einjährigen Aufenthalt als Gastprofessor an der Haas School of Business der University of California in Berkeley. Von 2005 bis 2006 vertrat er den Lehrstuhl für Marketing an der Technischen Universität Clausthal, bevor er im Jahr 2006 einen Ruf als Associate Professor of Marketing an die University of Otago in Neuseeland annahm. Seit 2007 ist er in Nachfolge von Friedhelm Bliemel Inhaber des Lehrstuhls für Marketing an der TU Kaiserslautern. Hier lehrt er unter anderem Dienstleistungs- und Industriegütermarketing sowie Marktforschung und Verhandlungsmanagement.
Seine Forschungsschwerpunkte liegen bei den Themen Marketingmodelle und Marktforschungsmethoden,  Preis- und Verhandlungsforschung sowie Entscheidungsverhalten der Marktteilnehmer.
2012 organisierte er den 16. Workshop Dienstleistungsmarketing, dessen Ergebnisse im Sammelband Aktuelle Beiträge zur Dienstleistungsforschung.

## Veröffentlichungen
- Positionierung und Interaktion, Dissertationsschrift, Gabler, Wiesbaden 1999
- Preismanagement für Leistungsbündel, Habilitationsschrift, Gabler, Wiesbaden 2006
- zusammen mit H. Corsten: Nachhaltigkeit – Unternehmerisches Handeln in globaler Verantwortung, Wiesbaden 2012.

- als Herausgeber: Aktuelle Beiträge zur Dienstleistungsforschung, Springer Fachmedien, Wiesbaden 2013